# Billy Graham

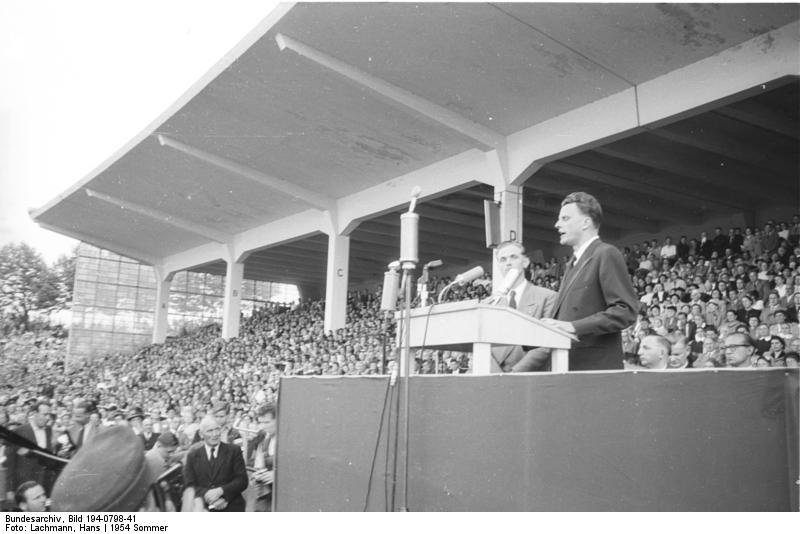
Billy Graham in Düsseldorf in de zomer van 1954

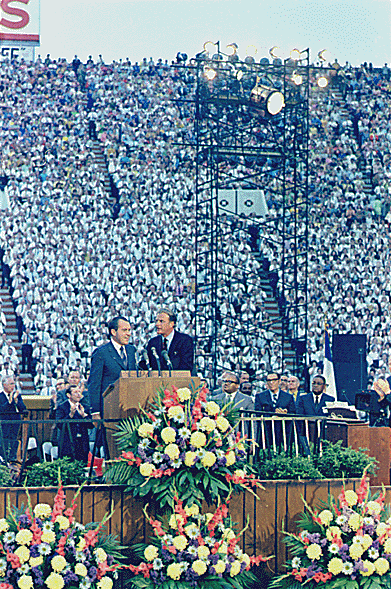
Amerikaanse president Richard Nixon en Billy Graham op 28 mei 1970

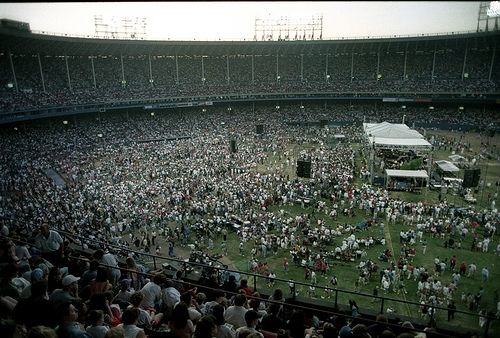
Evangelisatiecampagne in 1994 in Cleveland (Ohio)

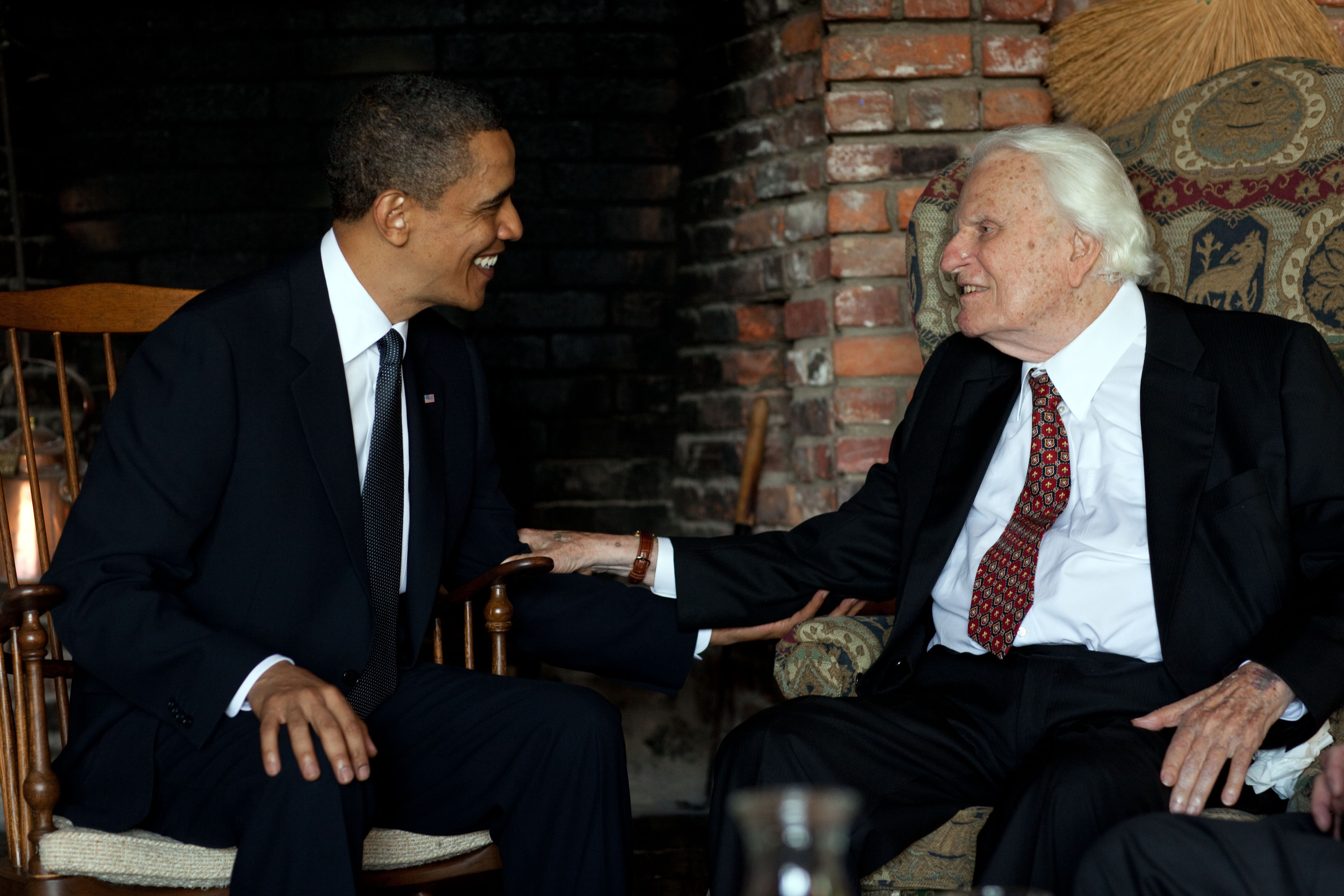
Billy Graham en president Barack Obama in 2010

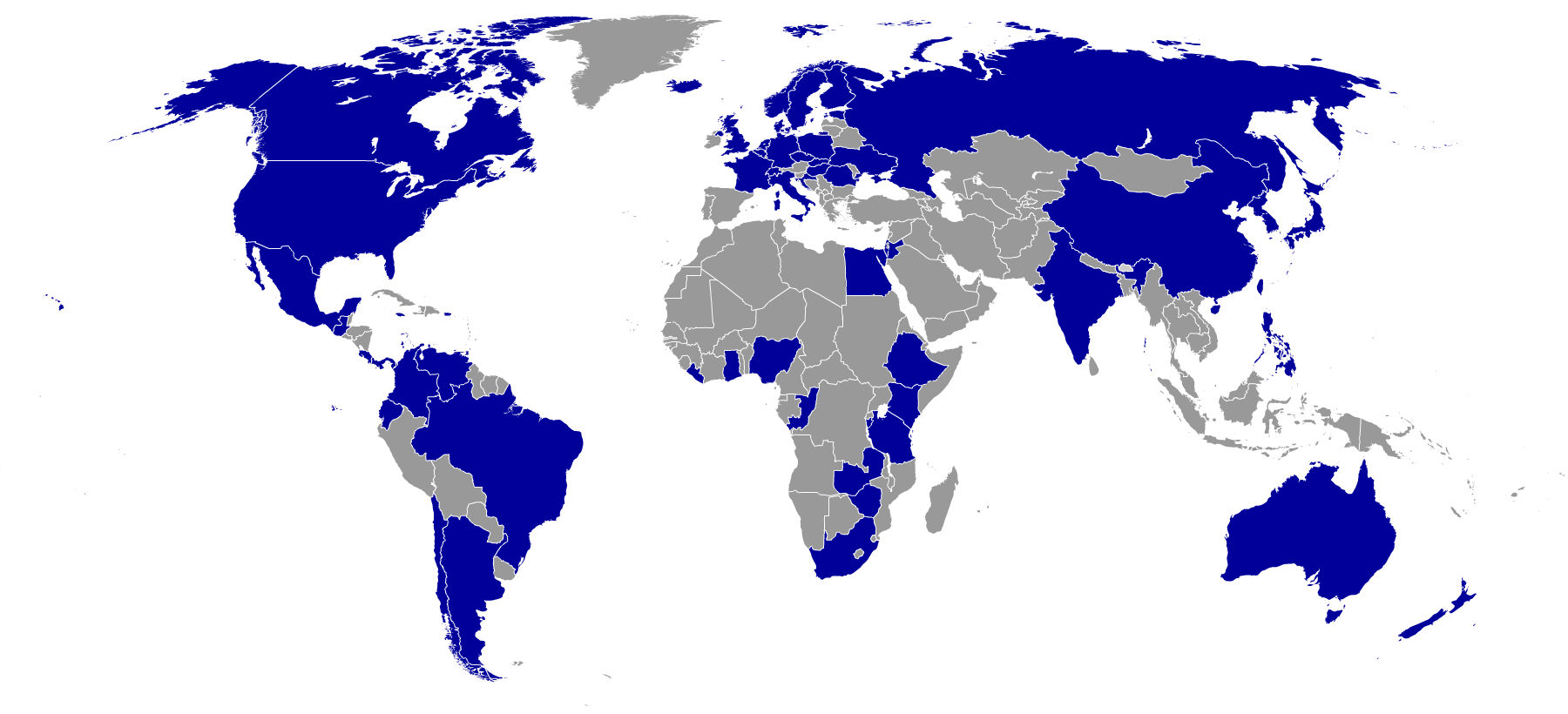
Landen waar Billy Graham predikte

William Franklin (Billy) Graham jr. (Charlotte, 7 november 1918 – Montreat, 21 februari 2018) was een Amerikaans predikant, evangelist, theoloog, en auteur. Hij adviseerde verschillende Amerikaanse presidenten.

## Levensloop

### Evangelist
Graham had van huis uit een presbyteriaanse achtergrond. In 1934 reageerde hij op een bekeringsoproep tijdens een bijeenkomst die geleid werd door Mordecai Ham. Zelf zei hij daar later over: "Hoewel ik christelijk ben opgevoed en actief was geweest in de kerk, ben ik van mening dat ik op dat ogenblik mijn leven werkelijk aan Jezus Christus gaf. Weer vroeg ik me af of ik hypocriet was omdat ik niet moest huilen of zo. Ik voelde me gewoon rustig.
Nadat Graham in mei 1936 zijn diploma aan de middelbare school haalde, ging hij studeren aan de Bob Jones College (tegenwoordig Bob Jones University). Hij vond deze school te fundamentalistisch en stapte over naar het Bible Institute (tegenwoordig het Trinity College of Florida). Hier voegde hij zich bij de Southern Baptist Convention (Conventie van Zuidelijke Baptisten). In 1939 werd Graham door deze kerk aangesteld als predikant. Later studeerde hij aan het Wheaton College in Illinois. In 1943 studeerde hij af met een bachelor in de antropologie. Gedurende deze tijd nam hij het besluit om de Bijbel als het onfeilbare woord van God te beschouwen. Hij trouwde op 13 augustus 1943 met Ruth Bell, dochter van missionarissen in China. Graham en zijn vrouw kregen drie dochters en twee zonen (waaronder Franklin Graham) en 19 kleinkinderen.
Saillant detail is dat Graham driemaal is gedoopt. De eerste keer als baby zoals gebruikelijk is binnen de presbyteriaanse traditie. Als jongvolwassene koos Graham voor de geloofsdoop. Toen hij in baptistenkerken begon te preken, kreeg hij het advies om zich nogmaals te laten dopen volgens de wijze zoals bij baptisten gebruikelijk is, namelijk met een kerkelijke gemeente als getuige daarbij.
In de jaren 1943 en '44 diende hij korte tijd als predikant van een gemeente in Western Springs, Illinois. De evangelist hoorde via een bevriende predikant dat het radioprogramma Songs in the Night door een gebrek aan geld zou worden opgeheven. Hij besloot om zelf het programma te maken en won daardoor aan bekendheid. In 1945 werd hij gevraagd als rector van de Northernwestern College in St. Paul (Minnesota). Deze functie vervulde Graham tot 1947.
Na Grahams afstuderen van Wheaton College raakte hij betrokken bij Youth for Christ. Voor deze organisatie reisde hij als evangelist door de Verenigde Staten en Europa. Landelijke bekendheid kreeg Graham door een evangelisatiecampagne in Los Angeles in 1949. Het was de bedoeling dat deze campagne drie weken zou duren, maar het werden er acht. Een van de belangrijkste redenen daarvoor was dat mediatycoon William Randolph Hearst zijn kranten de opdracht gaf veel aandacht aan de campagne te besteden. In de jaren daarna organiseerde Graham wereldwijd campagnes. In Londen en New York (op Madison Square Garden) moesten deze ook worden verlengd naar respectievelijk twaalf en zestien weken vanwege de enorme interesse.
Billy Graham richtte in de Verenigde Staten een organisatie op, de Billy Graham Evangelistic Association, die onder meer wekelijkse radio-uitzendingen (al meer dan 50 jaar), tijdschriften, films, columns in kranten en televisiespecials verzorgt. In 1956 begon Graham met het uitgeven van Christianity Today, vandaag de dag een van de meest invloedrijke bladen binnen de evangelische beweging. Dit deed hij om een tegenwicht te bieden aan het liberale tijdschrift The Christian Century.
In 1959 organiseerde Graham de eerste van een aantal 'kruistochten' in Australië. Deze 'kruistocht' leidde tot een groei van het evangelische christendom in Australië. Verschillende kerken en Bijbelgroepen werden gevormd en bestaan ruim 50 jaar later nog steeds.
Tijdens de Koude Oorlog hield Graham verschillende samenkomsten in Oost-Europa en in de Sovjet-Unie. Hij sprak ook in Noord-Korea met Kim Il-sung. Na de dood van Kim in 1994 zei Graham: "Ik vond Kim een krachtige en charismatische leider en begreep daarom dat hij bij de burgerbevolking in hoog aanzien stond. Hoewel hij weinig Amerikanen ontmoette, sprak hij altijd de hoop uit op betere betrekkingen met de VS". Tijdens het apartheidsbewind in Zuid-Afrika weigerde hij een tijd dat land te bezoeken. In 1973 stond de Zuid-Afrikaanse overheid toe dat de samenkomsten gemengd waren, en Graham hield daar toen zijn eerste evangelisatiecampagne, waarin hij afstand nam van de apartheid. In de jaren zestig betaalde Graham verschillende keren de borg voor Martin Luther King toen deze gevangengenomen was.
Graham sprak in totaal voor meer dan 210 miljoen mensen in meer dan 185 landen live over het geloof. Daarnaast bereikte hij met zijn televisietoespraken, films, video's en podcasts honderden miljoenen mensen.

### Politiek
Graham was lid van de Democratische Partij, maar heeft het met presidenten van zowel de Democraten als de Republikeinen goed kunnen vinden. Zijn eerste optreden op politiek gebied was een ontmoeting met president Harry S. Truman, waarbij hij Truman opriep op te treden tegen het oprukkende communisme uit Noord-Korea. Zich niet bewust van het protocol, onthulde Graham aan journalisten alles wat was besproken toen hij naar buiten kwam. Truman was zo boos, dat hij een aantal jaren niet meer sprak met de evangelist. Graham vermeldde het voorbeeld vaak als waarschuwing nooit zomaar iets te onthullen van wat met wereldleiders besproken is.
Graham was goed bevriend met presidenten Dwight D. Eisenhower en Richard Nixon. Regelmatig verzocht hij Eisenhower om het federale leger in te zetten ter bescherming van de negen van Little Rock. Eisenhower wilde hem zelfs zien op zijn sterfbed. Nixon bezocht de campagnes van Graham. Op zijn beurt steunde Graham Nixon in zijn strijd tegen John F. Kennedy tijdens de presidentsverkiezingen in 1960. Door het Watergateschandaal ontstond er echter een breuk tussen beiden, vanwege de grove taal die Nixon uitte op de tapes en de terechtwijzing die Graham hem gaf in het openbaar. Ook gaf Graham pastorale steun aan presidenten Lyndon B. Johnson, Gerald Ford, Jimmy Carter, Ronald Reagan, Bill Clinton en de familie Bush. Zo was hij bijvoorbeeld aanwezig in het Witte Huis in de nacht dat president George H.W. Bush aankondigde dat de Golfoorlog begonnen was. De enige president sinds de Tweede Wereldoorlog tot aan het presidentschap van Bush jr. (2001-2009) aan wie Graham geen pastorale steun heeft gegeven is John F. Kennedy. Dat kwam door diens rooms-katholieke achtergrond. Wel gingen ze samen golfen. Hij sprak ook bij de begrafenissen van president Lyndon Johnson in 1973 en Richard Nixon in 1994. Bij de begrafenis van Ronald Reagan moest Graham verstek laten gaan, omdat hij in het ziekenhuis lag vanwege een heupoperatie. In april 2010 had Graham ook een ontmoeting met president Barack Obama, die hem thuis in Asheville bezocht.
Nooit heeft Graham zich geheel willen associëren met religieus rechts, met als belangrijkste argument dat Jezus ook niet lid was van een politieke partij. Daarom wilde hij ook publiekelijk geen politieke kandidaten steunen, hoewel hij dit in sommige gevallen uiteindelijk wel deed. In 1979 weigerde hij toe te treden tot Jerry Falwells Moral Majority. Hij zei: “Evangelisten mogen niet te veel met een bepaalde partij of persoon geïdentificeerd worden. Wij moeten in het midden staan en het evangelie prediken aan alle mensen, rechts en links. Ik ben in het verleden niet trouw geweest aan mijn eigen advies, maar zal dat wel zijn in de toekomst.”
Ondanks deze woorden sprak Graham bij monde van zijn zoon Franklin bij de presidentsverkiezingen van 2012 toch zijn steun uit voor de Republikein Mitt Romney.

### Zending
Graham was altijd een warm voorstander van zending geweest. Bij bijna alle evangelisatiecampagnes wijdde hij minstens één avond aan het belang van de zending. Op initiatief van Graham kwamen in 1974 150 christelijke leiders uit de gehele wereld bij elkaar in het Zwitserse Lausanne. Daar stelden zij het zogeheten Lausanne Covenant op. Het Lausanne Covenant is een christelijk manifest dat wereldwijd een grote invloed op de christelijke zending heeft gehad.
Ook begon Graham met de organisatie van internationale congressen die de nadruk legden op het belang van de zending. Het eerste grote congres was het World Evangelical Congress en vond plaats in Berlijn in 1966. Twee andere grote congressen, waarbij respectievelijk 5.200 en 8.000 aanwezigen waren, voor het grootste deel lokale evangelisten afkomstig uit ontwikkelingslanden, vonden plaats in de RAI in Amsterdam.

### Laatste jaren
Billy Graham leed sinds 1992 aan de ziekte van Parkinson. Daarnaast had hij last van vocht in de hersenen, een longontsteking en gebroken heupen. Verder leed hij aan prostaatkanker. In maart 2006 hield hij zijn laatste campagne op Flushing Meadows in New York. Onverwachts sprak Graham nog in juli 2006 tijdens een evangelisatiecampagne in Baltimore.
De 27 miljoen dollar kostende Billy Graham Library werd op 31 mei 2007 ingewijd. Daarbij waren, naast Graham zelf, de voormalige presidenten Jimmy Carter, George H.W. Bush en Bill Clinton aanwezig.
Ruth Graham overleed op 14 juni 2007 op 87-jarige leeftijd. Zij werd begraven naast de Billy Graham Library in hun woonplaats Charlotte, een plek die ook bestemd werd als laatste rustplaats van haar man. Het lichaam van Graham lag voorafgaand aan de begrafenis een dag opgebaard in het Capitool.
Van de hand van Graham verscheen in 2012 het boek Bijna thuis (Nearing home) dat gaat over hoe om te gaan met het naderende levenseinde. Hij overleed in 2018 op 99-jarige leeftijd in zijn woning in Montreat in de staat North Carolina.

## Billy Graham in Nederland

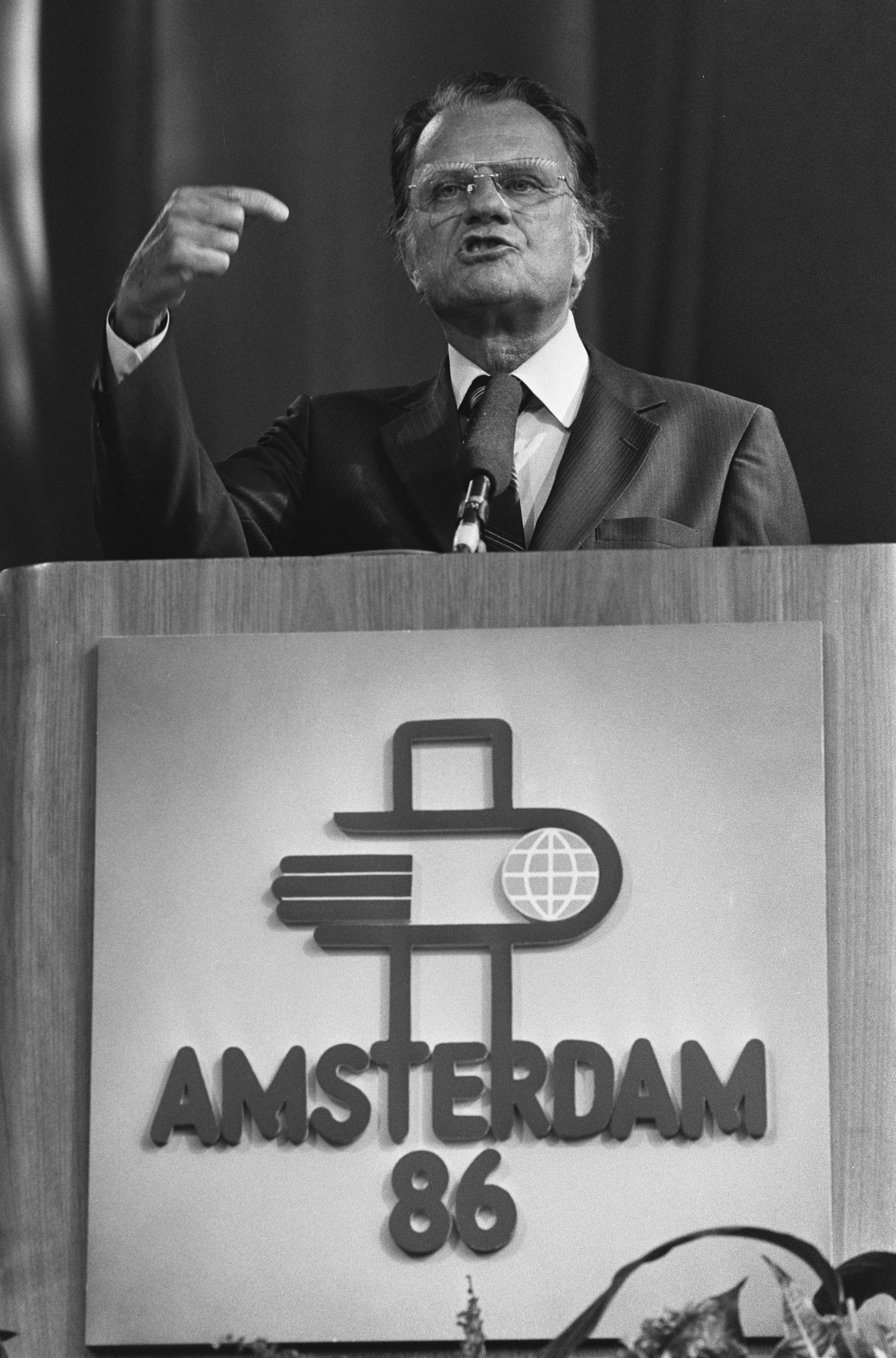
Billy Graham in Amsterdam, 1986

Billy Graham bezocht Nederland verschillende keren. De eerste keer was in 1945. Een team van Youth for Christ reisde door verschillende landen van het van de oorlog herstellende Europa. In Nederland had Graham een ontmoeting met verschillende kerkelijke leiders. Op 22 juni 1954 vond in het Olympisch Stadion in Amsterdam een bijeenkomst met ruim veertigduizend mensen plaats.
Deze bijeenkomst werd georganiseerd door een organisatiecomité met Jan Buskes aan het hoofd. In 1955 hield Graham een meerdaagse campagne in De Kuip in Rotterdam. Later in zijn leven bezocht Graham nog verschillende malen Nederland tijdens de verschillende zendingscongressen die op zijn initiatief georganiseerd werden. De laatste keer dat hij Nederland aandeed was in 2000.

## Kritiek
Graham werd vanuit verschillende hoeken bekritiseerd om zijn standpunten. Fundamentalistische protestanten verweten hem te nauwe banden met de Rooms-Katholieke Kerk en zijn vriendschap met paus Johannes Paulus II.
Graham werd weinig tolerantie jegens andere religies verweten. In 2002 kwam een stiekem opgenomen gesprek met president Richard Nixon in the Oval Office boven water. Daarin deed Graham een aantal antisemitische uitspraken. Hij sprak onder andere over de 'synagoge van Satan'. In 2018, vier maanden na Grahams dood, kwam de hele tape vrij, met daarin zijn stelling dat Hitler gelijk had over de joden, al had hij het probleem verkeerd aangepakt.
De uitspraken waren opvallend omdat bekend is dat Graham zijn leven lang Israël steunde en weigerde mee te doen bij oproepen tot bekering van de Joden. Toen deze gesprekken opdoken, verontschuldigde Graham zich hiervoor en vroeg vergeving. Hij zei dat hij waarschijnlijk president Nixon naar de mond had willen praten.

## Boeken (selectie)
Een keuze uit zijn in het Nederlands vertaalde werken:
- Het geheim van het geluk, 1978, ISBN 9060840763
- Opnieuw geboren worden, 1993, ISBN 9029711566
- Vrede met God, 1993, ISBN 9029711558
- De Heilige Geest: Gods kracht in ons leven, 1995, ISBN 9024204976
- Billy Graham: zijn autobiografie: Just as I am, 1997, ISBN 9063181094
- Bijna thuis, 2012, ISBN 90-59990196

## In de populaire cultuur
- In 2008 kwam de film Billy: The early years uit. De rol van Graham werd gespeeld door Armie Hammer. De Grahams waren niet betrokken bij de productie van de film. Franklin Graham bekritiseerde de makers achteraf, terwijl Billy Grahams dochter Gigi de film juist aanprees.
- Graham kwam voor in de Netflix-serie The Crown in de zesde aflevering in het tweede seizoen (2017). Hij werd gespeeld door Paul Sparks